# ألفرد بلالوك
ألفرد بلالوك (بالإنجليزية: Alfred Blalock)‏ ـ (5 أبريل 1899 ـ 15 سبتمبر 1964) هو جراح أمريكي رائد، اشتهر بأبحاثه في الصدمة الدورية وفي رباعية فالو (متلازمة الطفل الأزرق).
اشترك بلالوك مع التقني الجراحي فيفيان توماس وطبيبة أمراض قلب الأطفال هيلين توسيغ في ابتكار تحويلة بلالوك-توماس-توسيغ، وهو إجراء جراحي اشترك في تطويره لتخفيف الزرقة الناجمة عن رباعي فالو، وهي العملية التي بشرت بعهد جديد في جراحة القلب.
عمل بلالوك في جامعتي فاندربلت وجونز هوبكنز، وكان من خريجي تلك الأخيرة، ثم ترأس قسم الجراحة بها.

## بدايات حياته وتعليمه
وُلد بلالوك في كالودين في جورجيا، ابناً لمارثا (ماتي) ديفس والتاجر جورج زادوك بلالوك، ودخل عند عمر الرابعة عشرة كلية جورجيا العسكرية، وهي كلّية تحضيرية تابعة لجامعة جورجيا.
ارتاد بلالوك بعد ذلك بمدة قصيرة جامعة جورجيا بصفته طالبًا جامعيًا في سنته الثانية، متجاوزًا سنته الأولى، وانخرط أثناء دراسته في الكلية بالحياة الاجتماعية والرياضة الجامعيتين بشكل كبير، فلعب التنس والغولف، وكان فردًا في الفرع دلتا من أخوية سيغما تشي، وكان سكريترًا وأمين صندوق في صفه في السنة الأخيرة.

### تعليمه الطبي
بعد تخرجه ونيله بكالوريوس الآداب في 1918 عند عمر التاسعة عشرة، دخل بلالوك كلية جون هوبكنز للطب، حيث تشارك بالغرفة مع تينسلي هاريسون، وهو طالب اختص بعد ذلك بالطب القلبي الوعائي، وأنشأ صداقة معه استمرت طيلة حياته. لم تُعتبر درجات بلالوك رائعة في جون هوبكنز، نظرًا لتخرجه بمرتبة متوسطة بين أقرانه، بيد أنه كان فردًا في ألفا أوميغا ألفا (العضو 0114794)، ومع ذلك، تفوّق بلالوك في المواد الجراحية عندما كان طالبًا في هوبكنز، وأدرك نتيجة ذلك أنه يريد أن يصبح جراحًا، من جهة أخرى لقّبه أصدقاؤه وزملاؤه في الكلية الطبية بزير النساء، نظرًا لزياراته المتكررة لكلية غاوتشر، وهي كلية قريبة مخصصة للنساء.
حاز بلالوك على إجازته الطبية من جون هوبكنز عام 1922، آملًا بنيل التعيين جراحً مقيمًا في جون هوبكنز، نظراً لإعجابه بويليام س. هالستيد، ولهذا السبب قرر بلالوك البقاء في بالتيمور طوال السنوات الثلاث القادمة، ولكن رُفض طلبه بالإقامة الجراحية مع هالستد بسبب تحصيله الأكاديمي المتوسط، فقرر عوضًا عن ذلك بأن يُكمل فترة تدريب تخصصية في طب الأمراض البولية، الذي تفوق فيه بشكل مميز، كما أكمل سنة واحدة مقيمًا مساعدًا في الخدمة الجراحية العامة (لم يُجدَّد عقده)، وتدريبًا خارجيًا في طب الأنف والأذن والحنجرة.

## جامعة فاندربلت
في سبتمتبر عام 1925، انضم بلالوك لتينسلي هاريسون في جامعة فاندرلبت في ناشفيل لإتمام إقامته تحت إشراف بارني بروكس، وقد كان أستاذ الجراحة الأول ورئيس الخدمة الجراحية في مستشفى جامعة فاندربلت. خلال سنواته في فاندربلت، أمضى بلالوك معظم وقته في مختبر للبحث الجراحي، ما وجده صعبًا ومثيراً في آن واحد، واهتم بطبيعة الصدمات النزفية والرضحية ومعالجتها، وبدأ بدراستها، وفي عام 1938، أجرى بلالوك تجربة في فاندربلت وصل فيها الشريان الأيسر تحت الترقوة بالشريان الرئوي الأيسر، وقد هدفت التجربة لتحريض ارتفاع بالضغط الرئوي، ولكنها باءت بالفشل. بإجرائه أبحاثًا وتطبيقه تجارب على الكلاب بشكل رئيس، اكتشف بلالوك أن الصدمة الجراحية نتجت عن خسارة الدم، ما أدى لتشجيعه استخدام بلازما الدم أو وحدات الدم الكامل للوقاية منها، وقد أدت أبحاث بلالوك المبتكرة لإنقاذ حياة الكثيرين في أرض المعارك أثناء الحرب العالمية الثانية، لكنه لسوء حظه كان يتعرض لنوبات متكررة من السل، تنامت خلال سنواته الأخيرة في فاندربلت.

### عمله مع فيفييِن توماس
أثناء عمله في فاندربلت في عام 1930، تزايد انشغال بلالوك، وكانت لديه التزامات عديدة منعته من قضاء وقت طويل في المختبر، وبسبب ذلك، بدأ البحث عن مساعد مخبري جديد يتمكن من الاعتماد عليه في إجراء جميع تجاربه، فانتهى به المطاف بتعيين فيفيين توماس، وهو نجار أفريقي أمريكي يافع، ورغم تعيينه مساعدًا مخبريًا، أُعطي رسميًا لقب الحاجب، ومن وجهة نظر بلالوك، تعلّم توماس بسرعة كيفية إجراء العمليات الجراحية، والتجارب، وتسجيل البيانات لأبحاث بلالوك، وبتعرفهما على بعضهما أكثر، منح بلالوك توماس المزيد من الاستقلالية في المختبر، وهو أمر لم يكن شائعًا كثيرًا، خصوصاً بالنسبة لأفريقي أمريكي في ذاك الزمن. أجرى بلالوك وتوماس العديد من التجارب المتعلقة بالصدمة والنتاج القلبي، وطوّرا تقنية لزرع الكظر، وطوّرا معاً تقنيات مبتكرة غير مسبوقة، مثل زرع الكلية في العنق من أجل إزالة التعصيب الكلوي ودراسة التأثير على فرط ضغط غولدبلات، من جهة أخرى طوّر بلالوك وتوماس علاقة قوية، رغم كونها غير متكافئة، على مر السنوات، آلت إلى الفساد بشكل أو بآخر عندما لم يرضَ بلالوك بنسب الفضل الكامل لتوماس لمساهمته في تعاونهما.

## جون هوبكنز
في عام 1941، طُلب من ألفريد العودة لمستشفى جون هوبكنز للعمل رئيس جرّاحين، وأستاذًا، ورئيس قسم الجراحة في كلية الطب، وعندما عُرض هذا المنصب على بلالوك، طلب مباشرةً قدوم مساعده فيفيين توماس معه، وأثناء عملهما معًا لدى هوبكنز، طوّرا تقنية مناورة للتضييق المجازي للأبهر، وبالتزامن مع ذلك، طرحت هيلين تاوسيغ -وهي اختصاصية قلبية- على بلالوك معضلة متلازمة الطفل الأزرق، وهو عيب خلقي في القلب يُعرف برباعي فالو، يؤدي لنقص أكسجة الدم.

### عملية الطفل الأزرق
في عام 1944، أجرى بلالوك بمساعدة توماس أول عملية طفل أزرق على أيلين ساكسون، التي كانت تبلغ من عمرها 15 شهراً، وقد نجحت العملية، رغم أن الطفلة توفيت بعدها بعدة أشهر، وبعد إنجازه المبتكر لهذه العملية الجراحية، أصبح بلالوك أكثر ارتياحًا بإجراء العملية، فطبقها على آلاف الأطفال، غالبًا بمساعدة من توماس، ولم تفلح العملية الجديدة بالإنقاذ المباشر لآلاف الحيوات فقط، وإنما حددت بداية العصر الحديث للجراحة القلبية، إذ كانت أول جراحة ناجحة على القلب البشري في العصر الطبي الحديث.
تابع بلالوك أبحاثه عن الجراحة القلبية والوعائية خلال سنواته التالية في هوبكنز، وطوّر بالمشاركة مع إدواردز بارك عملية مجازة عام 1944، وأنشأ عام 1948 برفقة رولينز هانلون -وهو جراح قلبي- تقنيةً للتغلب على تبديل الأوعية الدموية الكبيرة للقلب.
بحلول خمسينيات القرن العشرين، كان بلالوك قد أجرى ما يزيد عن 1000 عملية جراحية لتصحيح عيوب القلب الخلقية.

### بلالوك مرشدًا

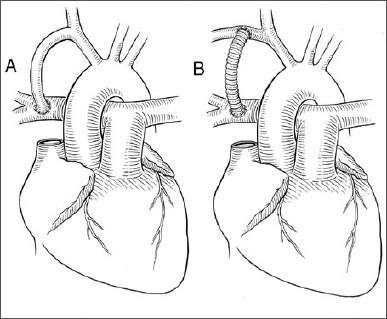
تحويلة بلالوك-توسيغ

استطاع ألفريد بلالوك من خلال التدريس والبحث أن يمهد الطريق للجيل الجديد من الجراحين، وقد احترم طلابه قدرته الفريدة على إبراز أفضل ما لديهم، وقد درّب أثناء كونه رئيس الجراحين في هوبكنز 38 مقيمًا رئيسًا، بالإضافة إلى 9 رؤساء أقسام، و10 روساء فروع، وغيرهم الكثير، وقد تابع العديد من طلاب بلالوك خطاه ليصبحوا جراحين للقلب والأوعية، وترقّوا لمستويات عالية من الأهمية في العالم الجراحي، وقد تحدث زميل بلالوك وصديق عمره، تينسلي هاريسون عن قدرته على التعليم، قائلًا: «إن المعلم فرد يمتلك القدرة على التأثير على آفاق تلاميذه، وقد امتلك ألفرد هذه الاستطاعة طوال حياته». 
في عام 1955، أصبح بلالوك رئيس المجلس الطبي لمستشفى جونز هوبكنز، واحتفظ بهذا المنصب حتى تقاعده عام 1964 جراء مشاكل صحية، بعد ذلك احتفظ بلقبه أستاذًا ورئيس الجراحين الفخري، علمًا بأن تقاعده حلّ قبل شهرين فقط من وفاته.

## حياته الشخصية
تزوج بلالوك من ماري تشامبرز أوبرايان في أكتوبر عام 1930، إذ كانا قد التقيا عندما كانا في فاندربيلت، حيث كانت تعمل بمكتب القبول، وقد حظيا بثلاثة أطفال: ويليام رايس، وماري إليزابيث، وألفريد داندي بلالوك، وعاشا حياة زوجية سعيدة طوال 28 عام حتى وفاتها عام 1958، فتزوج بعد ذلك بسنة من أليس واترز، التي كانت جارة قريبة منه وعرفته لسنوات عديدة.

## الجوائز
- جائزة ألبرت لاسكر للأبحاث الطبية السريرية (1954)
- جائزة مؤسسة غيردنر الدولية (في دورتها الأولى سنة 1959)
- رُشح عدة مرات لنيل جائزة نوبل في الطب[14]

## روابط خارجية
- ألفرد بلالوك على موقع الموسوعة البريطانية (الإنجليزية)
- ألفرد بلالوك على موقع إن إن دي بي (الإنجليزية)